# Vladimir Ovčarek
Vladimir Yurievič Ovčarek, in russo Владимир Юрьевич Овчарек (Leningrado, 25 marzo 1927 – San Pietroburgo, 4 novembre 2007), è stato un violinista russo (sovietico fino al 1991). È noto come Vladimir Ovcharek nei paesi occidentali.
Si è diplomato al Conservatorio di Leningrado nel 1950. Nel secondo anno di studi, nel 1946, organizzò il gruppo musicale Taneyev String Quartet, in cui suonò il primo violino per 55 anni.
È stato per molti anni primo violino dell'Orchestra filarmonica di Leningrado.
Dal 1963, Ovcharek insegnò violino al Conservatorio di Leningrado, dirigendo il dipartimento di violino e viola.
Nel 1990 gli è stato conferito il titolo di Artista del popolo della RSFSR.